# Bartblumen
Die Bartblumen (Caryopteris) sind eine Pflanzengattung innerhalb der Familie der Lippenblütler (Lamiaceae). Die Hybride Caryopteris ×clandonensis wird in den gemäßigten Gebieten als Zierpflanze in Gärten verwendet.

## Beschreibung

### Vegetative Merkmale
Die Bartblumen-Arten sind sommergrüne krautige Pflanzen, Halbsträucher oder Sträucher. Sie wachsen aufrecht oder klimmend. Die Zweige sind schlank und rohrartig. Die gegenständigen Laubblätter sind dünn und gezähnt oder ganzrandig. Häufig besitzen sie glänzende Drüsen.

### Generative Merkmale
In den Blattachseln stehen dichte, gestielte scheindoldige (Zymen) Blütenstände.
Die relativ kleinen, zwittrigen Blüten besitzen eine doppelte Blütenhülle. Der verwachsene Kelch ist (vier- bis) fünf (sechs)-zähnig oder -lappig. Die blauen oder lavendelfarbenen Kronen besitzen eine kurze Röhre und sind leicht zweilippig. Der Rand der Kronblätter ist ganz oder gezähnt. Von den fünf Kronlappen ist der untere größer, konkav und gefranst. Die vier Staubblätter setzen am apikalen Teil der Kronröhre an. Der Fruchtknoten besitzt vier Fächer. Die Narbe ist zweigeteilt.
Die trockenen Früchte zerfallen meist in vier Nüsschen.

## Ökologie
Als bestäubende Insekten kommen vor allem Hummeln und Bienen in Frage, die aufgrund ihrer langen Saugröhren an den Nektar gelangen.

## Systematik und Verbreitung

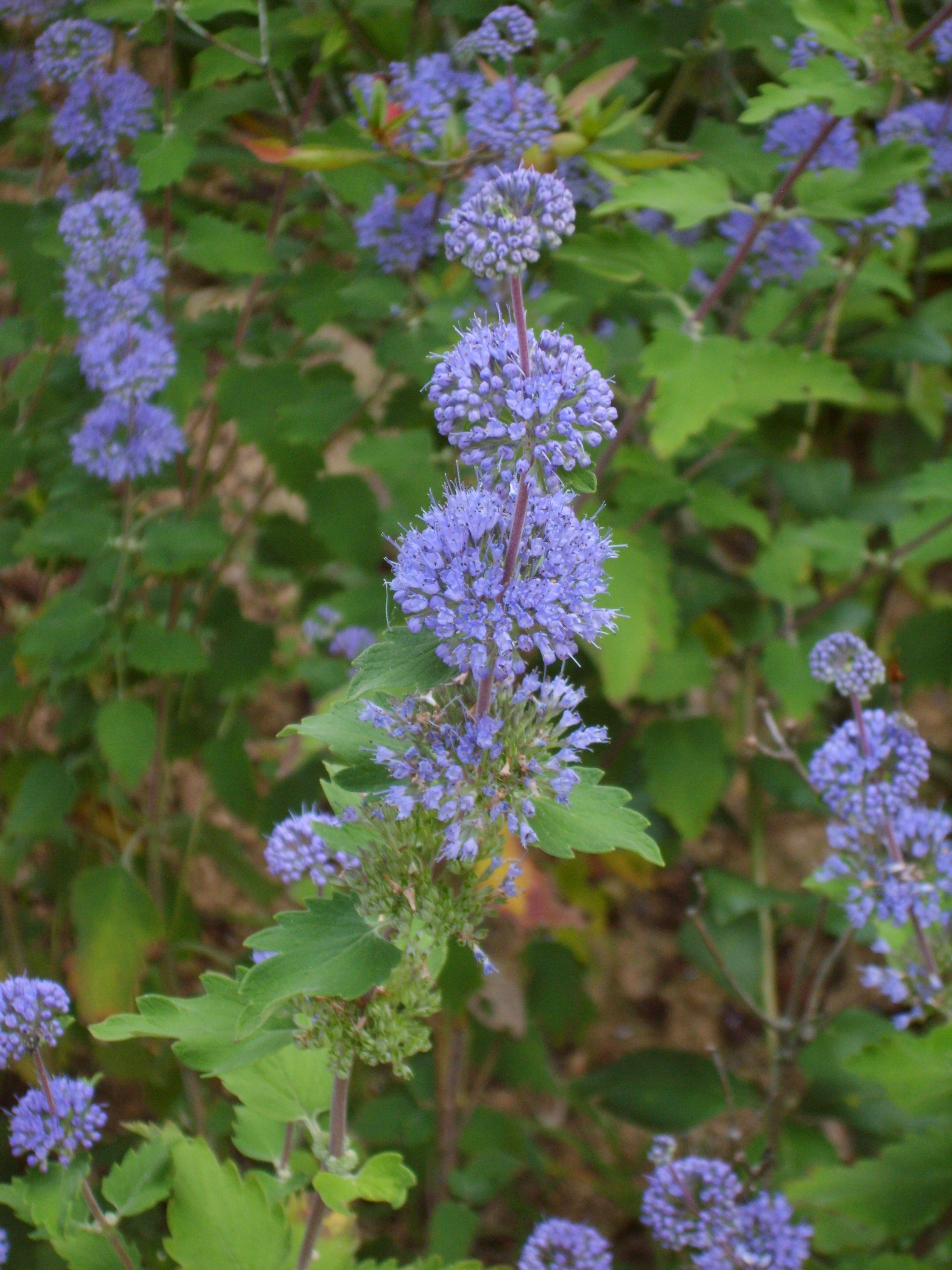
Caryopteris incana

Die Gattung Caryopteris wurde 1835 durch Alexander von Bunge aufgestellt. Typusart ist Caryopteris mongholica Bunge. Synonyme für Caryopteris Bunge sind: Barbula Lour., Mastacanthus Endl.
Die Gattung Caryopteris gehört zur Unterfamilie Ajugoideae innerhalb der Familie der Lamiaceae und wurde früher in die Familie der Verbenaceae eingeordnet.
Alle Bartblumen-Arten kommen in China vor. Eine Art ist auch in der Mongolei beheimatet und eine Varietät kommt auch in Japan und Korea vor. Die sieben Arten gedeihen in gemäßigten bis subtropischen Gebieten.
Die Gattung Caryopteris hat früher bis zu 16 Arten enthalten und seit 1999 sind es nur noch sieben Arten:
- Caryopteris forrestii Diels: Sie enthält zwei Varietäten:
  - Caryopteris forrestii Diels var. forrestii: Sie gedeiht in Höhenlagen von 1700 bis 3000 Metern in den chinesischen Provinzen Guizhou, Sichuan, Yunnan sowie in Tibet.[1]
  - Caryopteris forrestii var. minor C.Pei & S.L.Chen ex C.Y.Wu: Sie gedeiht an trockenen Berghängen in Höhenlagen von 2000 bis 4000 Metern in den chinesischen Provinzen südwestlichen Sichuan, nordwestlichen Yunnan sowie im südöstlichen Tibet.[1]
- Caryopteris glutinosa Rehder: Dieser Endemit gedeiht nur in Höhenlagen von 1600 bis 1800 Meter im Min-Jiang-Tal in der chinesischen Provinz Sichuan.[1]
- Graufilzige Bartblume (Caryopteris incana (Thunb. ex Houtt.) Miq.): Sie enthält zwei Varietäten:
  - Caryopteris incana var. angustifolia S.L.Chen & R.L.Guo: Sie gedeiht im Dickicht an steinigen Standorten in Höhenlagen von etwa 300 Metern in der chinesischen Provinz Jiangxi.[1]
  - Caryopteris incana (Thunb. ex Houtt.) Miq. var. incana: Sie ist in Japan, Korea und in den chinesischen Provinzen Anhui, Fujian, Guangdong, Guangxi, Hubei, Hunan, Jiangsu, Jiangxi, Zhejiang verbreitet.[1]
- Caryopteris jinshajiangensis Y.K.Yang & X.D.Cong: Dieser Endemit gedeiht nur in Höhenlagen von etwa 1400 Metern im Jinsha-Jiang-Tal im südwestlichen Teil der chinesischen Provinz Yunnan.[1]
- Caryopteris mongholica Bunge: Sie ist der Mongolei und in den chinesischen Provinzen Gansu, Hebei, Nei Mongol, Shaanxi sowie Shanxi verbreitet.[1]
- Caryopteris tangutica Maxim.: Sie gedeiht an trockenen Hängen in Höhenlagen von etwa 2500 Metern in den chinesischen Provinzen Gansu, Hebei, Henan, Hubei, Shaanxi sowie Sichuan.[1]
- Caryopteris trichosphaera W.W.Sm.: Sie gedeiht in Höhenlagen von 2700 bis 3300 Metern in den chinesischen Provinzen westlichen Sichuan, nordwestlichen Yunnan sowie im östlichen Tibet.[1]

Einige Arten, die früher zur Gattung Caryopteris gehörten, sind seit 1999 in andere Gattungen eingeordnet, beispielsweise:
- Caryopteris aureoglandulosa (Vaniot) C.Y.Wu → Schnabelia aureoglandulosa (Vaniot) P.D.Cantino
- Caryopteris bicolor (Roxb. ex Hardw.) Mabb. → Pseudocaryopteris bicolor (Roxb. ex Hardw.) P.D.Cantino
- Caryopteris divaricata Maxim. → Tripora divaricata (Maxim.) P.D.Cantino
- Caryopteris nepetifolia (Benth.) Maxim. → Schnabelia nepetifolia (Benth.) P.D.Cantino
- Caryopteris paniculata C.B.Clarke → Pseudocaryopteris paniculata (C.B.Clarke) P.D.Cantino
- Caryopteris siccanea W.W.Sm. → Rubiteucris siccanea (W.W.Sm.) P.D.Cantino
- Caryopteris terniflora Maxim. → Schnabelia terniflora (Maxim.) P.D.Cantino

## Hybriden

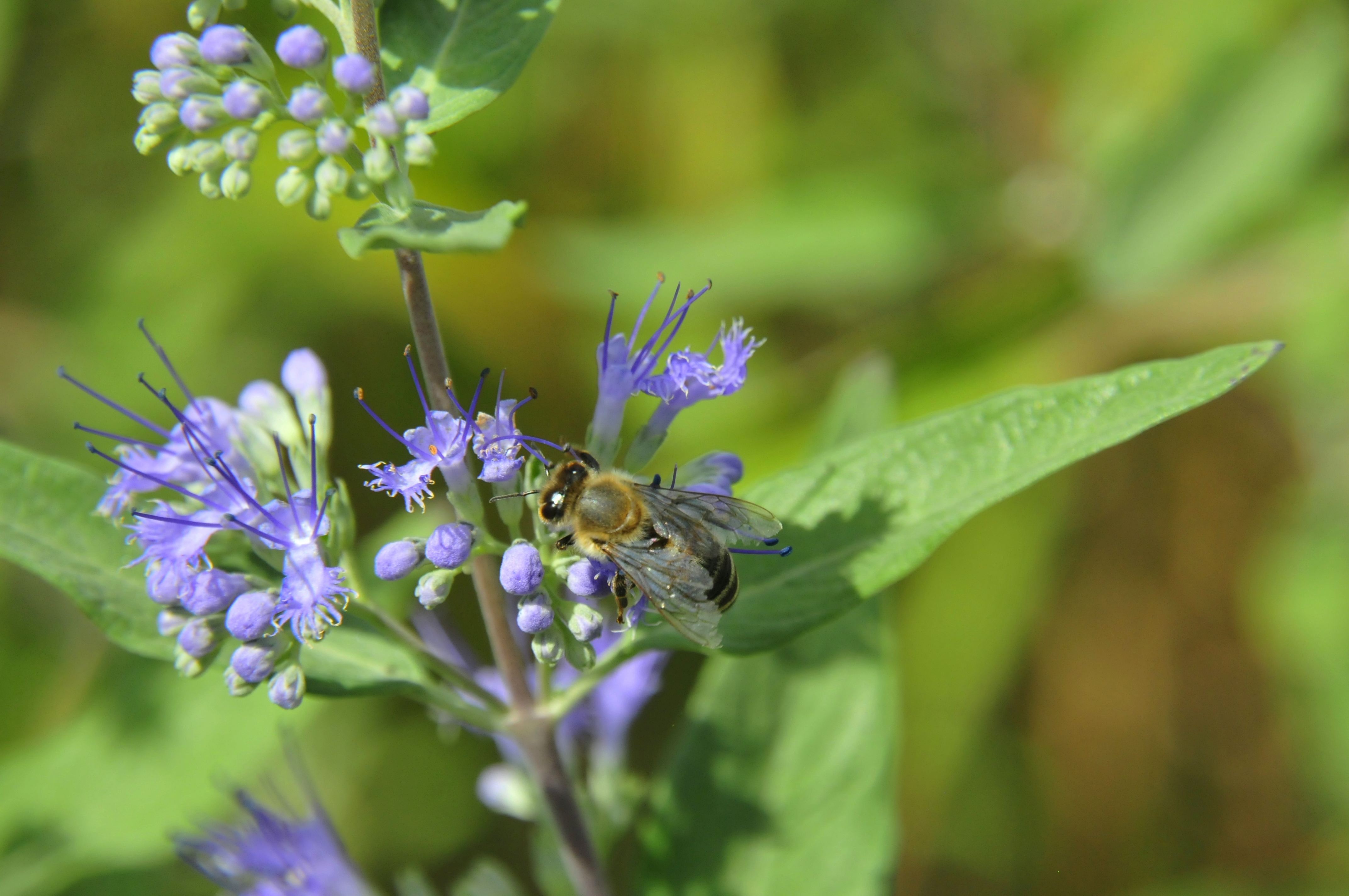
Clandon-Bartblume mit Biene als Bestäuber

Die Clandon-Bartblume (Caryopteris ×clandonensis auct.) ist eine gärtnerisch erzeugte Hybride, die häufig als Zierpflanze angebaut wird. Sie ist eine in den 30er Jahren in einer Gärtnerei in England entstandene Kreuzung aus Caryopteris incana (Thunb. ex Houtt.) Miq. und Caryopteris mongholica Bunge. Einige Sorten, wie ‘Heavenly Blue’ mit tiefblauen Blüten und ‘Kew Blue’ mit dunkelgrünen Blättern und tiefblauen Blüten, sind winterhart.
Die Clandon-Bartblume ist ein regelmäßig verholzender und locker verzweigter, kleiner Strauch, der Wuchshöhen von bis zu 1 Meter erreichen kann und im Winter seine Blätter abwirft. Die gegenständigen, lanzettlichen Laubblätter sind bis 8 cm lang und bis 2,5 cm breit. Sie sind im unteren Bereich am breitesten und verschmälern sich nach oben und sind ungleichmäßig gesägt, beispielsweise ganzrandig oder sie besitzen ein bis vier Zähne. Die Blattoberseite ist dunkelgrün, die Unterseite graugrün. Alle Pflanzenteile duften aromatisch. Die blauen Blüten stehen dichtgedrängt in den Blütenständen.